# Karl Gustavs församling, Luleå stift
Karl Gustavs församling var en församling i  Luleå stift i Haparanda kommun i Norrbottens län. Församlingens huvudkyrka var Karl Gustavs kyrka i Karungi. På 1900-talet uppfördes kyrkan i Lappträsk.

## Administrativ historik
Församlingen bildades 1745 som ett kapellag i Nedertorneå församling under namnet Karungi kapellag. Namnändring till det nuvarande skedde 1783 i samband med att församlingen blev ett eget pastorat och fick namnet Karl Gustav efter en av kung Gustav III:s söner. 1809 delades församlingen till följd av freden i Fredrikshamn; församlingsborna på den östra sidan av Torne älv (storfurstendömet Finland) fick då bygga sig en egen kyrka.
Församlingen uppgick 2010 i Nedertorneå-Haparanda, vilken samtidigt bytte namn till Haparanda församling.

### Pastorat
På 1880-talet var Karl Gustav ett regalt pastorat av andra klassen. Pastorats uppdelning på klasser upphörde genom lagen angående tillsättning av präster den 26 oktober 1883 och systemet med regala pastorat avskaffades genom 1910 års prästvallag.
Församlingen ingick till 1783 i pastorat med Nedertorneå församling, Torneå stadsförsamling, för att därefter till en tidpunkt före 2010 utgöra ett eget pastorat. Församlingen bildade pastorat med Nedertorneå-Haparanda församling vid en tidpunkt före 2010.

## Befolkningsutveckling
| Befolkningsutvecklingen i Karl Gustavs församling 1805–2005                                      | Befolkningsutvecklingen i Karl Gustavs församling 1805–2005 | Befolkningsutvecklingen i Karl Gustavs församling 1805–2005 | Befolkningsutvecklingen i Karl Gustavs församling 1805–2005 | Befolkningsutvecklingen i Karl Gustavs församling 1805–2005 |
| ------------------------------------------------------------------------------------------------ | ----------------------------------------------------------- | ----------------------------------------------------------- | ----------------------------------------------------------- | ----------------------------------------------------------- |
|                                                                                                  |                                                             |                                                             |                                                             |                                                             |
| År                                                                                               |                                                             |                                                             | Folkmängd                                                   |                                                             |
| 1805                                                                                             | 1805                                                        |                                                             | 1 308                                                       |                                                             |
| 1810                                                                                             | 1810                                                        |                                                             | 1 097                                                       |                                                             |
| 1820                                                                                             | 1820                                                        |                                                             | 1 482                                                       |                                                             |
| 1830                                                                                             | 1830                                                        |                                                             | 1 713                                                       |                                                             |
| 1840                                                                                             | 1840                                                        |                                                             | 1 531                                                       |                                                             |
| 1850                                                                                             | 1850                                                        |                                                             | 1 904                                                       |                                                             |
| 1860                                                                                             | 1860                                                        |                                                             | 2 285                                                       |                                                             |
| 1870                                                                                             | 1870                                                        |                                                             | 2 149                                                       |                                                             |
| 1880                                                                                             | 1880                                                        |                                                             | 2 244                                                       |                                                             |
| 1890                                                                                             | 1890                                                        |                                                             | 2 229                                                       |                                                             |
| 1900                                                                                             | 1900                                                        |                                                             | 2 403                                                       |                                                             |
| 1910                                                                                             | 1910                                                        |                                                             | 2 536                                                       |                                                             |
| 1920                                                                                             | 1920                                                        |                                                             | 2 877                                                       |                                                             |
| 1930                                                                                             | 1930                                                        |                                                             | 2 890                                                       |                                                             |
| 1940                                                                                             | 1940                                                        |                                                             | 3 410                                                       |                                                             |
| 1950                                                                                             | 1950                                                        |                                                             | 3 390                                                       |                                                             |
| 1955                                                                                             | 1955                                                        |                                                             | 3 226                                                       |                                                             |
| 1960                                                                                             | 1960                                                        |                                                             | 2 850                                                       |                                                             |
| 1965                                                                                             | 1965                                                        |                                                             | 2 432                                                       |                                                             |
| 1970                                                                                             | 1970                                                        |                                                             | 1 979                                                       |                                                             |
| 1975                                                                                             | 1975                                                        |                                                             | 1 719                                                       |                                                             |
| 1980                                                                                             | 1980                                                        |                                                             | 1 496                                                       |                                                             |
| 1985                                                                                             | 1985                                                        |                                                             | 1 388                                                       |                                                             |
| 1990                                                                                             | 1990                                                        |                                                             | 1 368                                                       |                                                             |
| 1995                                                                                             | 1995                                                        |                                                             | 1 309                                                       |                                                             |
| 2000                                                                                             | 2000                                                        |                                                             | 1 221                                                       |                                                             |
| 2005                                                                                             | 2005                                                        |                                                             | 1 103                                                       |                                                             |
| Anm: Befolkning den 31 december enligt den administrativa indelningen den 1 januari följande år. |                                                             |                                                             |                                                             |                                                             |

## Kyrkoherdar
| Ämbetstid | Namn                 | Levnadstid | Övrigt                                    |
| --------- | -------------------- | ---------- | ----------------------------------------- |
| 1782–1815 | David Niklas Cneiff  | 1755–1815  |                                           |
| 1822–1833 | Erik Burman          | 1762–1833  |                                           |
| 1835–1845 | Zacharias Grape      | 1785–1847  | Senare kyrkoherde i Överkalix församling. |
| 1846–1857 | Henrik Bucht         | 1810–1857  |                                           |
| 1861–1873 | Isak Grape           | 1822–1873  |                                           |
| 1874–1909 | Erik Anders Stenborg | 1827–1909  |                                           |
| 1911–1926 | William Wallin       | 1871–1926  |                                           |